# Amintore Fanfani

Amintore Fanfani na szczycie G7 w Williamsburgu w 1983; kolejno od lewej stoją: Pierre Trudeau, Gaston Thorn, Helmut Kohl, Francois Mitterrand, Ronald Reagan, Yasuhiro Nakasone, Margaret Thatcher, Amintore Fanfani

Amintore Fanfani (ur. 6 lutego 1908 w Pieve Santo Stefano, zm. 20 listopada 1999 w Rzymie) – włoski polityk i ekonomista, wykładowca akademicki, wieloletni parlamentarzysta, minister w licznych rządach, pięciokrotnie premier Włoch stojący na czele sześciu gabinetów, przewodniczący Senatu i lider Chrześcijańskiej Demokracji.

## Życiorys
Po ukończeniu studiów ekonomicznych na Katolickim Uniwersytecie Najświętszego Serca w Mediolanie został wykładowcą akademickim. Pracował m.in. na uniwersytetach w Mediolanie i Rzymie (do 1983). Po II wojnie światowej zaangażował się w działalność Chrześcijańskiej Demokracji. W latach 1954–1959 i 1973–1975 stał na jej czele, pełniąc funkcję jej sekretarza generalnego.
W 1946 został wybrany do zgromadzenia konstytucyjnego, w którym zasiadał do 1948. Następnie uzyskał mandat posła do Izby Deputowanych, z powodzeniem ubiegając się o reelekcję w kolejnych wyborach krajowych.
Od maja 1947 do stycznia 1950 zajmował stanowisko ministra pracy i ochrony socjalnej. W lipcu 1951 wrócił do składu rady ministrów jako minister rolnictwa (do lipca 1953). Następnie do stycznia 1954 był ministrem spraw wewnętrznych. W styczniu 1954 został po raz pierwszy premierem (najmłodszym w historii republikańskich Włoch do 1987, kiedy to urząd ten objął Giovanni Goria). Jego gabinet przetrwał wówczas kilkanaście dni (od 18 stycznia do 30 stycznia). 1 lipca 1958 ponownie stanął na czele rządu (w koalicji chadecji z socjalistami), w którym objął jednocześnie tekę ministra spraw zagranicznych. Ustąpił 15 lutego 1959. Trzeci gabinet stworzył 26 lipca 1960, a czwarty bezpośrednio po nim, tj. 21 lutego 1962, pełniąc tym razem funkcję premiera do 21 czerwca 1963.
W 1964 jego kandydaturę wysunięto na urząd prezydenta Republiki Włoskiej. Od marca do grudnia 1965 i od lutego 1966 do czerwca 1968 ponownie był ministrem spraw zagranicznych. W latach 1965–1966 był przewodniczącym Zgromadzenia Ogólnego ONZ.
W 1968 Amintore Fanfani został wybrany do Senatu V kadencji, wybrano go na przewodniczącego wyższej izby włoskiego parlamentu (do 1973). W 1972 prezydent Giovanni Leone w uznaniu zasług naukowych i społecznych powierzył mu godność dożywotniego senatora. Mandat senatora wykonywał nadal w ramach V, VI, VII, VIII, IX, X, XI, XII i XIII kadencji. Był jego przewodniczącym także w latach 1976–1982 i 1985–1987. W 1978 wykonywał obowiązki prezydenckie po rezygnacji Giovanniego Leone przed końcem kadencji.
W grudniu 1982 objął przewodnictwo w radzie czterech partii współrządzących (chadeków, socjaldemokratów, liberałów i socjalistów), funkcję tę pełnił do czerwca 1983. Od 1 grudnia 1982 do 4 sierpnia 1983 kierował swoim piątym gabinetem. Po raz ostatni był premierem od 17 kwietnia do 28 lipca 1987. Do kwietnia 1988 zajmował stanowisko ministra spraw wewnętrznych, a następnie do lipca 1989 był ministrem ds. budżetu. Była to jego ostatnia funkcja rządowa. Amintore Fanfani do śmierci pozostał członkiem Senatu, od 1994 należał do powołanej po rozpadzie chadecji Włoskiej Partii Ludowej.
Pochowany na cmentarzu Flamińskim.